# Luarca
Luarca (Ḷḷuarca en asturien)  est une paroisse civile de la commune de Valdés (province des Asturies) en Espagne, à 90 km de Oviedo.

## Sports

### Arrivées duTour d'Espagne
- 2007 :  Paolo Bettini

## Personnalités liées à la commune
- L'avocat Álvaro de Albornoz (1879-1954), est né à Luarca[1];
- L'intellectuelle républicaine espagnole Concha de Albornoz (1900-1972), exilée à la suite de la guerre d'Espagne, est née à Luarca[2].